# Пітер Крейн
Сер Пітер Крейн (англ. Peter Crane; нар.18 липня 1954 року) — британський ботанік, директор Королівських ботанічних садів в К'ю у 1999—2006 роках. Він є членом Лондонського королівського товариства, асоційований член Національної академії наук США, іноземний член Шведської королівської академії наук (з 2002 року) та член Німецької національної академії наук Леопольдина (з 2004 року). Він отримав титул Лицар-бакалавр 12 червня 2004 року.

## Відзнаки
У 2014 отримав Міжнародну премію з біології.